# Saison 2010-2011 des Sabres de Buffalo
Autres saisons
Saison précédente Saison suivante
La saison 2010-2011 des Sabres de Buffalo est la 40e saison de la franchise de hockey sur glace.

## Calendrier

### Matchs préparatoires
| No | Date         | Visiteur               | Score | Domicile               | Bilan | Gardien de but | Aréna                             |
| -- | ------------ | ---------------------- | ----- | ---------------------- | ----- | -------------- | --------------------------------- |
| 1  | 25 septembre | Maple Leafs de Toronto | 1-3   | Sabres de Buffalo      | 1-0-0 | R. Miller      | HSBC Arena                        |
| 2  | 27 septembre | Sabres de Buffalo      | 4-5   | Maple Leafs de Toronto | 1-1-0 | J. Enroth      | Centre Air Canada                 |
| 3  | 28 septembre | Sabres de Buffalo      | 2-1   | Sénateurs d'Ottawa     | 2-1-0 | R. Miller      | J. L. Grightmire Market St. Arena |
| 4  | 30 septembre | Sabres de Buffalo      | 5-3   | Canadiens de Montréal  | 3-1-0 | J. Enroth      | Centre Bell                       |
| 5  | 1er octobre  | Sabres de Buffalo      | 1-3   | Flyers de Philadelphie | 3-2-0 | R. Miller      | Wells Fargo Center                |
| 6  | 3 octobre    | Flyers de Philadelphie | 3-9   | Sabres de Buffalo      | 4-2-0 | R. Miller      | HSBC Arena                        |

## Saison Régulière

### Octobre
| No | Date       | Visiteur              | Score   | Domicile               | Bilan | Gardien de but | Aréna                    |
| -- | ---------- | --------------------- | ------- | ---------------------- | ----- | -------------- | ------------------------ |
| 1  | 8 octobre  | Sabres de Buffalo     | 2-1     | Sénateurs d'Ottawa     | 1-0-0 | R. Miller      | Scotiabank Place         |
| 2  | 9 octobre  | Rangers de New York   | 6-3     | Sabres de Buffalo      | 1-1-0 | R. Miller      | HSBC Arena               |
| 3  | 11 octobre | Blackhawks de Chicago | 4-3     | Sabres de Buffalo      | 1-2-0 | R. Miller      | HSBC Arena               |
| 4  | 13 octobre | Devils du New Jersey  | 1-0 PR. | Sabres de Buffalo      | 1-2-1 | R. Miller      | HSBC Arena               |
| 5  | 15 octobre | Canadiens de Montréal | 2-1     | Sabres de Buffalo      | 1-3-1 | R. Miller      | HSBC Arena               |
| 6  | 16 octobre | Sabres de Buffalo     | 4-1     | Blackhawks de Chicago  | 1-4-1 | P. Lalime      | United Center            |
| 7  | 20 octobre | Sabres de Buffalo     | 4-1     | Trashers d'Atlanta     | 2-4-1 | R. Miller      | Philips Arena            |
| 8  | 22 octobre | Sénateurs d'Ottawa    | 4-2     | Sabres de Buffalo      | 2-5-1 | R. Miller      | HSBC Arena               |
| 9  | 23 octobre | Sabres de Buffalo     | 4-3     | Devils du New Jersey   | 3-5-1 | R. Miller      | Prudential Center        |
| 10 | 26 octobre | Sabres de Buffalo     | 3-6     | Flyers de Philadelphie | 3-6-1 | R. Miller      | Wells Fargo Center       |
| 11 | 29 octobre | Sabres de Buffalo     | 3-4 PR. | Trashers d'Atlanta     | 3-6-2 | R. Miller      | Philips Arena            |
| 12 | 30 octobre | Sabres de Buffalo     | 0-4     | Stars de Dallas        | 3-7-2 | P. Lalime      | American Airlines Center |

### Novembre
| No | Date        | Visiteur               | Score   | Domicile               | Bilan  | Gardien de but | Aréna                 |
| -- | ----------- | ---------------------- | ------- | ---------------------- | ------ | -------------- | --------------------- |
| 13 | 3 novembre  | Bruins de Boston       | 5-2     | Sabres de Buffalo      | 3-8-2  | J. Enroth      | HSBC Arena            |
| 14 | 5 novembre  | Canadiens de Montréal  | 3-2     | Sabres de Buffalo      | 3-9-2  | P. Lalime      | HSBC Arena            |
| 15 | 6 novembre  | Sabres de Buffalo      | 3-2 TBD | Maple Leafs de Toronto | 4-9-2  | J. Enroth      | Centre Air Canada     |
| 16 | 10 novembre | Sabres de Buffalo      | 5-4 TBD | Devils du New Jersey   | 5-9-2  | J. Enroth      | Prudential Center     |
| 17 | 11 novembre | Sabres de Buffalo      | 2-3 TBD | Rangers de New York    | 5-9-3  | J. Enroth      | Madison Square Garden |
| 18 | 13 novembre | Capitals de Washington | 2-3 PR. | Sabres de Buffalo      | 6-9-3  | R. Miller      | HSBC Arena            |
| 19 | 15 novembre | Canucks de Vancouver   | 3-4 PR. | Sabres de Buffalo      | 7-9-3  | R. Miller      | HSBC Arena            |
| 20 | 17 novembre | Sabres de Buffalo      | 2-4     | Capitals de Washington | 7-10-3 | R. Miller      | Verizon Center        |
| 21 | 19 novembre | Kings de Los Angeles   | 2-4     | Sabres de Buffalo      | 8-10-3 | R. Miller      | HSBC Arena            |
| 22 | 20 novembre | Lightning de Tampa Bay | 2-1     | Sabres de Buffalo      | 8-11-3 | P. Lalime      | HSBC Arena            |
| 23 | 24 novembre | Penguins de Pittsburgh | 1-0     | Sabres de Buffalo      | 8-12-3 | J. Enroth      | HSBC Arena            |
| 24 | 26 novembre | Maple Leafs de Toronto | 1-3     | Sabres de Buffalo      | 9-12-3 | R. Miller      | HSBC Arena            |
| 25 | 27 novembre | Sabres de Buffalo      | 1-3     | Canadiens de Montréal  | 9-13-3 | R. Miller      | Centre Bell           |

### Décembre
| No | Date        | Visiteur                 | Score   | Domicile               | Bilan   | Gardien de but | Aréna                |
| -- | ----------- | ------------------------ | ------- | ---------------------- | ------- | -------------- | -------------------- |
| 26 | 3 décembre  | Blue Jackets de Columbus | 0-5     | Sabres de Buffalo      | 10-13-3 | R. Miller      | HSBC Arena           |
| 27 | 4 décembre  | Sabres de Buffalo        | 1-0 TBD | Sénateurs d'Ottawa     | 11-13-3 | R. Miller      | Scotiabank Place     |
| 28 | 7 décembre  | Sabres de Buffalo        | 2-3 PR. | Bruins de Boston       | 11-13-4 | R. Miller      | TD Garden            |
| 29 | 9 décembre  | Sharks de San José       | 3-6     | Sabres de Buffalo      | 12-13-4 | R. Miller      | HSBC Arena           |
| 30 | 11 décembre | Penguins de Pittsburgh   | 5-2     | Sabres de Buffalo      | 12-14-4 | R. Miller      | HSBC Arena           |
| 31 | 15 décembre | Bruins de Boston         | 2-3     | Sabres de Buffalo      | 13-14-4 | R. Miller      | HSBC Arena           |
| 32 | 17 décembre | Sabres de Buffalo        | 2-6     | Panthers de la Floride | 13-15-4 | R. Miller      | BankAtlantic Center  |
| 33 | 18 décembre | Sabres de Buffalo        | 1-3     | Lightning de Tampa Bay | 13-16-4 | R. Miller      | St. Pete Times Forum |
| 34 | 21 décembre | Ducks d'Anaheim          | 2-5     | Sabres de Buffalo      | 14-16-4 | R. Miller      | HSBC Arena           |
| 35 | 23 décembre | Panthers de la Floride   | 4-3     | Sabres de Buffalo      | 14-17-4 | R. Miller      | HSBC Arena           |
| 36 | 27 décembre | Sabres de Buffalo        | 2-5     | Flames de Calgary      | 14-18-4 | R. Miller      | Pengrowth Saddledome |
| 37 | 28 décembre | Sabres de Buffalo        | 4-2     | Oilers d'Edmonton      | 15-18-4 | R. Miller      | Rexall Place         |

### Janvier
| No | Date       | Visiteur                  | Score   | Domicile              | Bilan   | Gardien de but | Aréna                             |
| -- | ---------- | ------------------------- | ------- | --------------------- | ------- | -------------- | --------------------------------- |
| 38 | 1 janvier  | Blue Jackets de Columbus  | 6-7 TBD | Sabres de Buffalo     | 16-18-4 | R. Miller      | HSBC Arena                        |
| 39 | 4 janvier  | Sabres de Buffalo         | 3-4 PR. | Avalanche du Colorado | 16-18-5 | R. Miller      | Pepsi Center                      |
| 40 | 6 janvier  | Sabres de Buffalo         | 3-0 PR. | Sharks de San José    | 17-18-5 | R. Miller      | HP Pavilion at San Jose           |
| 41 | 8 janvier  | Sabres de Buffalo         | 2-1     | Coyotes de Phoenix    | 18-18-5 | R. Miller      | Jobing.com Arena                  |
| 42 | 11 janvier | Flyers de Philadelphie    | 5-2     | Sabres de Buffalo     | 18-19-5 | R. Miller      | HSBC Arena                        |
| 43 | 13 janvier | Hurricanes de la Caroline | 2-3     | Sabres de Buffalo     | 19-19-5 | R. Miller      | HSBC Arena                        |
| 44 | 15 janvier | Sabres de Buffalo         | 3-5     | Islanders de New York | 19-20-5 | R. Miller      | Nassau Veterans Memorial Coliseum |
| 45 | 18 janvier | Canadiens de Montréal     | 2-4     | Sabres de Buffalo     | 20-20-5 | R. Miller      | HSBC Arena                        |
| 46 | 20 janvier | Sabres de Buffalo         | 2-1     | Bruins de Boston      | 21-20-5 | R. Miller      | TD Garden                         |
| 47 | 21 janvier | Islanders de New York     | 5-2     | Sabres de Buffalo     | 21-21-5 | P. Lalime      | HSBC Arena                        |
| 48 | 23 janvier | Sabres de Buffalo         | 5-3     | Islanders de New York | 22-21-5 | R. Miller      | Nassau Veterans Memorial Coliseum |
| 49 | 25 janvier | Sabres de Buffalo         | 3-2 PR. | Sénateurs d'Ottawa    | 23-21-5 | R. Miller      | Scotiabank Place                  |

### Février
| No | Date       | Visiteur               | Score   | Domicile               | Bilan   | Gardien de but | Aréna                |
| -- | ---------- | ---------------------- | ------- | ---------------------- | ------- | -------------- | -------------------- |
| 50 | 4 février  | Sabres de Buffalo      | 6-7 TBD | Penguins de Pittsburgh | 23-22-5 | R. Miller      | Consol Energy Center |
| 51 | 5 février  | Maple Leafs de Toronto | 2-6     | Sabres de Buffalo      | 24-22-5 | R. Miller      | HSBC Arena           |
| 52 | 8 février  | Sabres de Buffalo      | 7-4     | Lightning de Tampa Bay | 25-22-5 | R. Miller      | St. Pete Times Forum |
| 53 | 10 février | Sabres de Buffalo      | 3-2 PR. | Panthers de la Floride | 26-22-5 | R. Miller      | BankAtlantic Center  |
| 54 | 13 février | Islanders de New York  | 7-6 PR. | Sabres de Buffalo      | 26-22-6 | R. Miller      | HSBC Arena           |
| 55 | 15 février | Sabres de Buffalo      | 3-2 TBD | Canadiens de Montréal  | 27-22-6 | R. Miller      | HSBC Arena           |
| 56 | 16 février | Maple Leafs de Toronto | 2-1     | Sabres de Buffalo      | 27-23-6 | R. Miller      | HSBC Arena           |
| 57 | 18 février | Blues de Saint-Louis   | 3-0     | Sabres de Buffalo      | 27-24-6 | R. Miller      | HSBC Arena           |
| 58 | 20 février | Capitals de Washington | 2-1     | Sabres de Buffalo      | 27-25-6 | R. Miller      | HSBC Arena           |
| 59 | 23 février | Thrashers d'Atlanta    | 1-4     | Sabres de Buffalo      | 28-25-6 | R. Miller      | HSBC Arena           |
| 60 | 25 février | Sénateurs d'Ottawa     | 2-4     | Sabres de Buffalo      | 29-25-6 | R. Miller      | HSBC Arena           |
| 61 | 26 février | Red Wings de Détroit   | 3-2 TBD | Sabres de Buffalo      | 29-25-7 | R. Miller      | HSBC Arena           |

### Mars
| No | Date    | Visiteur                  | Score   | Domicile                  | Bilan   | Gardien de but | Aréna                 |
| -- | ------- | ------------------------- | ------- | ------------------------- | ------- | -------------- | --------------------- |
| 62 | 1 mars  | Sabres de Buffalo         | 2-3     | Rangers de New York       | 30-25-7 | R. Miller      | Madison Square Garden |
| 63 | 3 mars  | Sabres de Buffalo         | 2-3 PR. | Hurricanes de la Caroline | 30-25-8 | R. Miller      | RBC Center            |
| 64 | 5 mars  | Sabres de Buffalo         | 5-3     | Flyers de Philadelphie    | 31-25-8 | R. Miller      | Wells Fargo Center    |
| 65 | 6 mars  | Sabres de Buffalo         | 3-2     | Wild du Minnesota         | 32-25-8 | J. Enroth      | Xcel Energy Center    |
| 66 | 8 mars  | Sabres de Buffalo         | 7-6 PR. | Penguins de Pittsburgh    | 32-26-8 | R. Miller      | Consol Energy Center  |
| 67 | 10 mars | Sabres de Buffalo         | 4-3 PR. | Bruins de Boston          | 33-26-8 | R. Miller      | TD Garden             |
| 68 | 12 mars | Sabres de Buffalo         | 3-4     | Maple Leafs de Toronto    | 33-27-8 | R. Miller      | Centre Air Canada     |
| 69 | 13 mars | Sénateurs d'Ottawa        | 4-6     | Sabres de Buffalo         | 34-27-8 | J. Enroth      | HSBC Arena            |
| 70 | 15 mars | Hurricanes de la Caroline | 1-0     | Sabres de Buffalo         | 34-28-8 | R. Miller      | HSBC Arena            |
| 71 | 19 mars | Thrashers d'Atlanta       | 2-8     | Sabres de Buffalo         | 35-28-8 | R. Miller      | HSBC Arena            |
| 72 | 20 mars | Predators de Nashville    | 4-3 PR. | Sabres de Buffalo         | 35-28-9 | R. Miller      | HSBC Arena            |
| 73 | 22 mars | Sabres de Buffalo         | 2-0     | Canadiens de Montréal     | 36-28-9 | R. Miller      | Centre Bell           |
| 74 | 25 mars | Panthers de la Floride    | 2-4     | Sabres de Buffalo         | 37-28-9 | R. Miller      | HSBC Arena            |
| 75 | 26 mars | Devils du New Jersey      | 0-2     | Sabres de Buffalo         | 28-28-9 | R. Miller      | HSBC Arena            |
| 76 | 29 mars | Sabres de Buffalo         | 3-4     | Maple Leafs de Toronto    | 38-29-9 | R. Miller      | Centre Air Canada     |
| 77 | 30 mars | Rangers de New York       | 0-1     | Sabres de Buffalo         | 39-29-9 | J. Enroth      | HSBC Arena            |

### Avril
| No | Date    | Visiteur               | Score   | Domicile                  | Bilan    | Gardien de but | Aréna            |
| -- | ------- | ---------------------- | ------- | ------------------------- | -------- | -------------- | ---------------- |
| 78 | 2 avril | Sabres de Buffalo      | 4-5 PR. | Capitals de Washington    | 39-29-10 | J. Enroth      | Verizon Center   |
| 79 | 3 avril | Sabres de Buffalo      | 2-1 PR. | Hurricanes de la Caroline | 40-29-10 | J. Enroth      | RBC Center       |
| 80 | 5 avril | Lightning de Tampa Bay | 2-4     | Sabres de Buffalo         | 41-29-10 | J. Enroth      | HSBC Arena       |
| 81 | 8 avril | Flyers de Philadelphie | 3-4 PR. | Sabres de Buffalo         | 42-29-10 | R. Miller      | HSBC Arena       |
| 82 | 9 avril | Sabres de Buffalo      | 5-4     | Blue Jackets de Columbus  | 43-29-10 | J. Enroth      | Nationwide Arena |

## Joueurs

### Transactions
| Date         | Détails                                                                                 | Détails                          |
| ------------ | --------------------------------------------------------------------------------------- | -------------------------------- |
| 17 juin 2010 | Aux Blues de Saint-Louis Choix de deuxième ronde (46e au total, Joel Edmundson) en 2011 | Aux Sabres de Buffalo Brad Boyes |

### Arrivées
| Joueur           | Date             | Durée du contrat | Salaire    | Ancienne franchise        |
| ---------------- | ---------------- | ---------------- | ---------- | ------------------------- |
| Jordan Leopold   | 1er juillet 2010 | 3 ans            | 9 000 000$ | Penguins de Pittsburgh    |
| Rob Niedermayer  | 7 juillet 2010   | 1 an             | 1 150 000$ | Devils du New Jersey      |
| Tim Conboy       | 15 juillet 2010  | 1 an             | 550 000$   | Hurricanes de la Caroline |
| Dennis McCauley  | 30 juillet 2010  | 1 an             | 500 000$   | Sharks de Worcester       |
| Shaone Morrisonn | 2 août 2010      | 2 ans            | 4 150 000$ | Capitals de Washington    |
| David Leggio     | 8 août 2010      | 1 an             | 500 000$   | Pirates de Portland       |
| Colin Stuart     | 26 août 2010     | 1 an             | 550 000$   | Heat d'Abbotsford         |
| Mark Parrish     | 6 octobre 2010   | 1 an             | 600 000$   | Lightning de Tampa Bay    |

### Départs
| Joueur           | Date             | Durée du contrat | Salaire     | Franchise suivante   |
| ---------------- | ---------------- | ---------------- | ----------- | -------------------- |
| Henrik Tallinder | 1er juillet 2010 | 4 ans            | 13 500 000$ | Devils du New Jersey |
| Toni Lydman      | 1er juillet 2010 | 3 ans            | 9 000 000$  | Ducks d'Anaheim      |
| Raffi Torres     | 24 août 2010     | 1 an             | 1 000 000$  | Canucks de Vancouver |
| Tim Kennedy      | 30 août 2010     | 1 an             | 550 000$    | Rangers de New York  |
| Adam Mair        | 12 octobre 2010  | 1 an             | 515 000$    | Devils du New Jersey |

### Prolongation de contrat
| Joueur              | Date            | Durée du contrat | Salaire    |
| ------------------- | --------------- | ---------------- | ---------- |
| Nick Crawford       | 6 mai 2010      | 3 ans            | 1 715 000$ |
| Mike Grier          | 17 mai 2010     | 1 an             | 1 400 000$ |
| Alex Biega          | 26 mai 2010     | 2 ans            | 1 055 000$ |
| Jacob Lagacé        | 1er juin 2010   | 3 ans            | 1 675 000$ |
| Cody McCormick      | 2 juillet 2010  | 1 an             | 500 000$   |
| Corey Tropp         | 6 juillet 2010  | 3 ans            | 1 760 000$ |
| Mike Weber          | 7 juillet 2010  | 1 an             | 550 000$   |
| Patrick Lalime      | 7 juillet 2010  | 1 an             | 600 000$   |
| Derek Whitmore      | 14 juillet 2010 | 1 an             | 550 000$   |
| Patrick Kaleta      | 21 juillet 2010 | 2 ans            | 1 815 000$ |
| Marc-André Gragnani | 5 août 2010     | 1 an             | 500 000$   |
| Mark Mancari        | 11 août 2010    | 1 an             | 575 000$   |
| Matt Ellis          | 31 août 2010    | 1 an             | 625 000$   |
| Zack Kassian        | 2 novembre 2010 | 3 ans            | 2 700 000$ |

### Choix au repêchage
| Ronde | Rang | Joueur                | Position      | Nationalité | Équipe junior                                          |
| ----- | ---- | --------------------- | ------------- | ----------- | ------------------------------------------------------ |
| 1     | 23   | Mark Pysyk            | Défenseur     | Canada      | Oil Kings d'Edmonton (LHOu)                            |
| 3     | 68   | Jérôme Gauthier-Leduc | Défenseur     | Canada      | Huskies de Rouyn-Noranda (LHJMQ)                       |
| 3     | 75   | Kevin Sundher         | Centre        | Canada      | Bruins de Chilliwack (LHOu)                            |
| 3     | 83   | Matt MacKenzie        | Défenseur     | Canada      | Hitmen de Calgary (LHOu)                               |
| 4     | 98   | Steven Shipley        | Centre        | Canada      | Attack d'Owen Sound (LHO)                              |
| 5     | 143  | Gregg Sutch           | Ailier droit  | Canada      | St. Michael's Majors de Mississauga (LHO)              |
| 6     | 173  | Cédrick Henley        | Ailier gauche | Canada      | Foreurs de Val-d'Or (LHJMQ)                            |
| 7     | 203  | Christian Isackson    | Ailier droit  | États-Unis  | St. Thomas Academy (Minnesota high school boys hockey) |
| 7     | 208  | Riley Boychuk         | Ailier gauche | Canada      | Winterhawks de Portland (LHOu)                         |

## Classement de saison régulière
| +001, | Capitals de Washington    | SE | 82 | 48 | 23 | 11 | 224 | 197 | 107 |  |  |  |
| +002, | Flyers de Philadelphie    | AT | 82 | 47 | 23 | 12 | 259 | 223 | 106 |  |  |  |
| +003, | Bruins de Boston          | NE | 82 | 46 | 25 | 11 | 246 | 195 | 103 |  |  |  |
| +004, | Penguins de Pittsburgh    | AT | 82 | 49 | 25 | 8  | 238 | 199 | 106 |  |  |  |
| +005, | Lightning de Tampa Bay    | SE | 82 | 46 | 25 | 11 | 247 | 240 | 103 |  |  |  |
| +006, | Canadiens de Montréal     | NE | 82 | 44 | 30 | 8  | 216 | 209 | 96  |  |  |  |
| +007, | Sabres de Buffalo         | NE | 82 | 43 | 29 | 10 | 245 | 229 | 96  |  |  |  |
| +008, | Rangers de New York       | AT | 82 | 44 | 33 | 5  | 223 | 198 | 93  |  |  |  |
|       |                           |    |    |    |    |    |     |     |     |  |  |  |
| +009, | Hurricanes de la Caroline | SE | 82 | 40 | 31 | 11 | 236 | 239 | 91  |  |  |  |
| +010, | Maple Leafs de Toronto    | NE | 82 | 37 | 34 | 11 | 218 | 251 | 85  |  |  |  |
| +011, | Devils du New Jersey      | AT | 82 | 38 | 39 | 5  | 174 | 209 | 80  |  |  |  |
| +012, | Thrashers d'Atlanta       | SE | 82 | 34 | 36 | 12 | 223 | 269 | 80  |  |  |  |
| +013, | Sénateurs d'Ottawa        | NE | 82 | 32 | 40 | 10 | 192 | 250 | 74  |  |  |  |
| +014, | Islanders de New York     | AT | 82 | 30 | 39 | 13 | 229 | 264 | 73  |  |  |  |
| +015, | Panthers de la Floride    | SE | 82 | 30 | 40 | 12 | 195 | 229 | 72  |  |  |  |

## Séries éliminatoires
Les Sabres de Buffalo, septièmes qualifiés de la Conférence de l'Est, surprennent les Flyers de Philadelphie, deuxième meilleure équipe de la saison régulière sur la conférence, lors de la première rencontre. Par la suite, sept matchs seront nécessaires à l'équipe de Philadelphie pour se qualifier pour le deuxième tour des séries.
| 14 avril 2011 | Philadelphie | 0-1 (0-0, 0-0, 0-1) | Buffalo | Wells Fargo Center 19 929 spectateurs |

| Feuille de match | Feuille de match | Feuille de match | Feuille de match                                    | Feuille de match                                                     |
| ---------------- | ---------------- | ---------------- | --------------------------------------------------- | -------------------------------------------------------------------- |
|                  | -                | 0-1              | 41 min 56 s — P. Kaleta (MA. Gragnani - P. Gaustad) | Arbitrage : Kelly Sutherland, Dennis LaRue Shane Heyer, Jonny Murray |
| S. Bobrovski     | Gardiens         | R. Miller        |                                                     | Arbitrage : Kelly Sutherland, Dennis LaRue Shane Heyer, Jonny Murray |
| 4 min            | Pénalités        | 12 min           |                                                     | Arbitrage : Kelly Sutherland, Dennis LaRue Shane Heyer, Jonny Murray |
| 35               | Tirs             | 25               |                                                     | Arbitrage : Kelly Sutherland, Dennis LaRue Shane Heyer, Jonny Murray |

| 16 avril 2011 | Philadelphie | 5-4 (3-3, 2-0, 0-1) | Buffalo | Wells Fargo Center 19 929 spectateurs |

| Feuille de match                                    | Feuille de match | Feuille de match                    | Feuille de match | Feuille de match                                               |
| --------------------------------------------------- | --- | ----------------------------------- | --- | -------------------------------------------------------------- |
|                                                     | C. Giroux (K. Timonen, B. Coburn) — 4 min 0 s - D. Carcillo (K. Versteeg, M. Carle) — 7 min 20 s - J. Van Riemsdyk (C. Giroux, A. Meszároš) — 13 min 14 s V. Leino (K. Timonen, A. Meszároš) (SN) — 23 min 36 s D. Brière (S. Hartnell, M. Carle) — 25 min 27 s - | 1-0 1-1 2-1 2-2 2-3 3-3 4-3 5-3 5-4 | - 6 min 43 s — T. Vanek (MA. Gragnani, J. Pominville) (SN) - 9 min 43 s — T. Vanek (D. Stafford, T. Connolly) (SN) 12 min 30 s — A. Sekera (P. Kaleta) - 36 min 12 s — C. McCormick (R. Niedermayer, M. Grier) | Arbitrage : Dan O'Rourke, Brad Meier Shane Heyer, Jonny Murray |
| B. Boucher (46 min 40 s) S. Bobrovski (12 min 30 s) | Gardiens | R. Miller (58 min 46 s)             | | Arbitrage : Dan O'Rourke, Brad Meier Shane Heyer, Jonny Murray |
| 25 min                                              | Pénalités | 29 min                              | | Arbitrage : Dan O'Rourke, Brad Meier Shane Heyer, Jonny Murray |
| 34                                                  | Tirs | 28                                  | | Arbitrage : Dan O'Rourke, Brad Meier Shane Heyer, Jonny Murray |

| 14 avril 2011 | Buffalo | 2-4 (1-1, 1-2, 0-1) | Philadelphie | HSBC Arena 18 690 spectateurs |

| Feuille de match | Feuille de match | Feuille de match        | Feuille de match | Feuille de match                                                     |
| ---------------- | --- | ----------------------- | --- | -------------------------------------------------------------------- |
|                  | - D. Stafford (J. Pominville - MA. Gragnani) (SN) — 11 min 55 s - N. Gerbe (T. Connolly - MA. Gragnani) — 38 min 12 s - | 0-1 1-1 1-2 1-3 2-3 2-4 | 4 min 42 s — J. Carter (M. Carle) (SN) - 22 min 44 s D. Brière (S. Hartnell) 36 min 44 s N. Jerdev (M. Richards - K. Versteeg) - 59 min 42 s — K. Timonen (C. Giroux - J. Carter) (cage vide) | Arbitrage : Paul Devorski, Steve Kozari Derek Amell, David Brisebois |
| R. Miller        | Gardiens | B. Boucher              | | Arbitrage : Paul Devorski, Steve Kozari Derek Amell, David Brisebois |
| 10 min           | Pénalités | 16 min                  | | Arbitrage : Paul Devorski, Steve Kozari Derek Amell, David Brisebois |
| 37               | Tirs | 26                      | | Arbitrage : Paul Devorski, Steve Kozari Derek Amell, David Brisebois |

| 20 avril 2011 | Buffalo | 1-0 (1-0, 0-0, 0-0) | Philadelphie | HSBC Arena 18 690 spectateurs |

| Feuille de match | Feuille de match                                       | Feuille de match | Feuille de match | Feuille de match                                                            |
| ---------------- | ------------------------------------------------------ | ---------------- | ---------------- | --------------------------------------------------------------------------- |
|                  | J. Pominville (R. Niedermayer - T. Ennis) — 9 min 38 s | 1-0              | -                | Arbitrage : Marc Joannette, Francois StLaurent Scott Cherrey, Greg Devorski |
| R. Miller        | Gardiens                                               | B. Boucher       |                  | Arbitrage : Marc Joannette, Francois StLaurent Scott Cherrey, Greg Devorski |
| 12 min           | Pénalités                                              | 17 min           |                  | Arbitrage : Marc Joannette, Francois StLaurent Scott Cherrey, Greg Devorski |
| 29               | Tirs                                                   | 32               |                  | Arbitrage : Marc Joannette, Francois StLaurent Scott Cherrey, Greg Devorski |

| 22 avril 2011 | Philadelphie | 3-4 (pr) (0-3, 2-0, 1-0, 0-1) | Buffalo | Wells Fargo Center 19 959 spectateurs |

| Feuille de match                                   | Feuille de match | Feuille de match            | Feuille de match | Feuille de match                                                        |
| -------------------------------------------------- | --- | --------------------------- | --- | ----------------------------------------------------------------------- |
|                                                    | - J. Van Riemsdyk (A. Meszároš - C. Giroux) — 28 min 12 s A. Meszároš (S. O'Donnell - C. Giroux) — 29 min 57 s D. Brière (M. Richards - K. Versteeg) — 43 min 36 s - | 0-1 0-2 0-3 1-3 2-3 3-3 3-4 | 2 min 24 s — T. Ennis (R. Niedermayer - J. Leopold) 3 min 51 s — T. Vanek (P. Kaleta - P. Gaustad) 15 min 36 s — MA. Gragnani (T. Myers - J. Pominville) (SN) - 65 min 31 s — T.Ennis (M. Weber - S. Montador) | Arbitrage : Dan O'Halloran, Brian Pochmara Derek Amell, David Brisebois |
| B. Boucher (15 min 36 s) M. Leighton (49 min 55 s) | Gardiens | R. Miller                   | | Arbitrage : Dan O'Halloran, Brian Pochmara Derek Amell, David Brisebois |
| 8 min                                              | Pénalités | 12 min                      | | Arbitrage : Dan O'Halloran, Brian Pochmara Derek Amell, David Brisebois |
| 39                                                 | Tirs | 32                          | | Arbitrage : Dan O'Halloran, Brian Pochmara Derek Amell, David Brisebois |

| 24 avril 2011 | Buffalo | 4-5 (pr) (3-1, 1-2, 0-1, 0-1) | Philadelphie | HSBC Arena 18 690 spectateurs |

| Feuille de match | Feuille de match | Feuille de match                                   | Feuille de match | Feuille de match                                             |
| ---------------- | --- | -------------------------------------------------- | --- | ------------------------------------------------------------ |
|                  | R. Niedermayer (T. Ennis - T. Myers) — 2 min 13 s T. Vanek (T. Myers - MA. Gragnani) (SN) — 8 min 41 s - T. Vanek (T. Myers - MA. Gragnani) (SN) — 19 min 27 s - N. Gerbe (C. Butler - R. Miller) — 36 min 9 s - | 1-0 2-0 2-1 3-1 3-2 3-3 4-3 4-4 4-5                | - 14 min 53 s — D. Brière (S. Hartnell - V. Leino) - 20 min 49 s — J. Van Riemsdyk (C. Giroux) 28 min 43 s — D. Brière (A. Meszároš - C. Giroux) (SN) - 50 min 43 s — S. Hartnell (M. Richards - N. Jerdev) 64 min 43 s — V. Leino (M. Richards - K. Versteeg) | Arbitrage : Kevin Pollock, Chris Lee Tim Nowak, Brian Murphy |
| R. Miller        | Gardiens | M. Leighton (19 min 48 s) B. Boucher (44 min 43 s) | | Arbitrage : Kevin Pollock, Chris Lee Tim Nowak, Brian Murphy |
| 12 min           | Pénalités | 12 min                                             | | Arbitrage : Kevin Pollock, Chris Lee Tim Nowak, Brian Murphy |
| 33               | Tirs | 49                                                 | | Arbitrage : Kevin Pollock, Chris Lee Tim Nowak, Brian Murphy |

| 26 avril 2011 | Philadelphie | 5-2 (1-0, 2-0, 2-2) | Buffalo | Wells Fargo Center 19 966 spectateurs |

| Feuille de match | Feuille de match | Feuille de match                                | Feuille de match                                                                                    | Feuille de match                                                       |
| ---------------- | --- | ----------------------------------------------- | --------------------------------------------------------------------------------------------------- | ---------------------------------------------------------------------- |
|                  | B. Coburn (D. Brière) — 19 min 41 s D. Brière (M. Richards - C. Giroux) (SN) — 24 min 45 s J. Van Riemsdyk (C. Giroux - C. Pronger) (SN) — 30 min 19 s V. Leino (M. Carle) — 41 min 59 s - D. Carcillo (K. Versteeg - K. Timonen) — 50 min 3 s - | 1-0 2-0 3-0 4-0 4-1 5-1 5-2                     | - 46 min 33 s — T. Myers (D. Stafford - J. Hecht) - 55 min 21 s — B. Boyes (D. Roy - T. Myers) (SN) | Arbitrage : Dan O'Rourke, Stephen Walkom Brad Lazarowich, Brian Murphy |
| B. Boucher       | Gardiens | R. Miller (41 min 59 s) J. Enroth (17 min 11 s) | | Arbitrage : Dan O'Rourke, Stephen Walkom Brad Lazarowich, Brian Murphy |
| 32 min           | Pénalités | 22 min                                          | | Arbitrage : Dan O'Rourke, Stephen Walkom Brad Lazarowich, Brian Murphy |
| 36               | Tirs | 28                                              | | Arbitrage : Dan O'Rourke, Stephen Walkom Brad Lazarowich, Brian Murphy |

## Affiliation
Ligue américaine de hockey : Pirates de Portland